# Дэвис, Артур Боуэн
А́ртур Бо́уэн Дэ́вис (также Де́йвис, англ. Arthur Bowen Davies; 1862—1928) — американский художник.

## Биография
Родился в семье Дэвида и Фиби Дэвис. Учился живописи в Ютике (совместно с Дуайтом Уильямсом), затем в Нью-Йорке и в Чикаго. В 1908 году организует выставку восьми молодых художников, объединившихся в группу «Восьмёрка» и выступивших против засилья классического стиля живописи, навязываемого в Национальной Академии дизайна. Как председатель Общества независимых художников, А. Б. Дэвис много сделал для организации в 1913 году выставки Эрмори шоу в Нью-Йорке, познакомившей американцев с художественными течениями в современном искусстве. В 1912—1914 годах он — президент Ассоциации американских художников и скульпторов. Будучи на этой должности, Дэвис способствовал открытию в Нью-Йорке Музея современного искусства, хотя сам и был активным противником абстрактного искусства.
На художественный стиль Дэвиса, символистский по сути, большое влияние оказали творчество Бёклина и, в особенности, прерафаэлитов, с которым художник познакомился и которое полюбил во время своей поездки в Европу. Впоследствии товарищи по «Восьмёрке» обвиняли Дэвиса в переходе к модернизму. После перенесённого инфаркта Дэвис уезжает в Италию, где рисует преимущественно пейзажи. Умер во Флоренции, в своей мастерской.

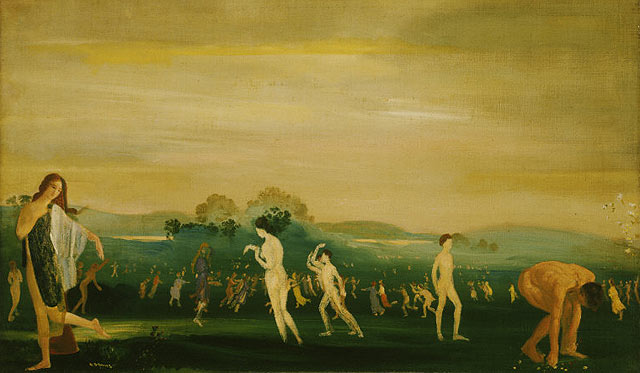
Елисейские поля
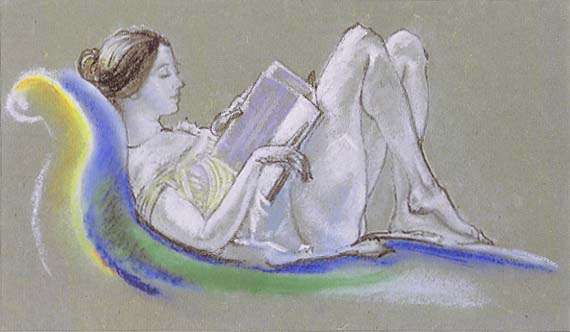
Читающая девушка, (1911)